# Hans Kaltneker

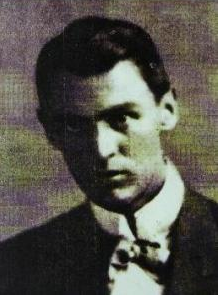
Hans Kaltneker

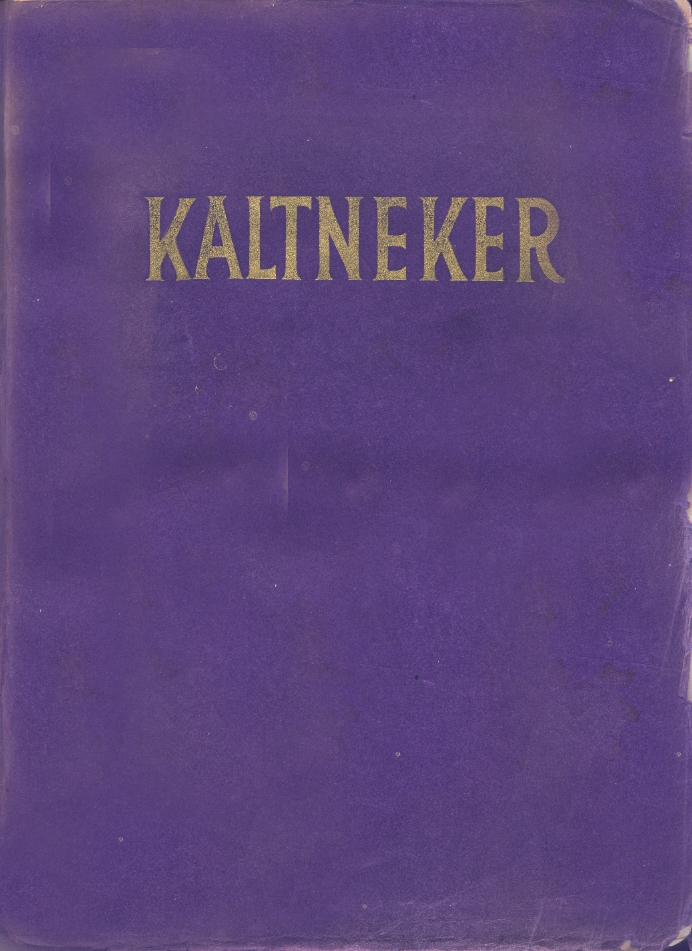
Dichtungen und Dramen. Herausgegeben von Kaltnekers Jugendfreund Felix Salten. Paul Zsolnay Verlag, 1925. Umschlag.

Hans Kaltneker, eigentlich Hans Kaltnecker von Wallkampf (* 2. Februar 1895 in Temesvár, Königreich Ungarn, Österreich-Ungarn; † 29. September 1919 in Gutenstein, Niederösterreich), war ein österreichischer Dramatiker, Lyriker und Erzähler.
Kaltneker war einer der Hauptvertreter des österreichischen Expressionismus, er verstarb früh an Tuberkulose. Felix Salten nannte ihn „eine Flamme, die leuchtend und hoch aufloderte, und plötzlich erlosch, vom ewigen Dunkel verschlungen.“

## Leben

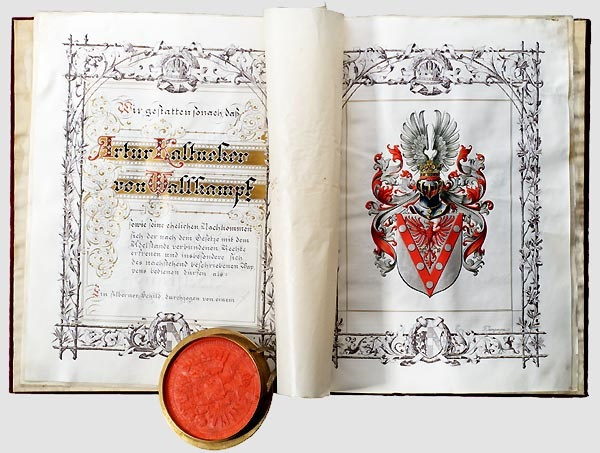
Adelsdiplom für Generalmajor Artur Kaltneker, 1914

Hans Kaltneker wurde 1895 in Temesvár, damals im ungarischen Banat, als Sohn des österreichischen Stabsoffiziers Artur Kaltneker (1914 geadelt als „Kaltneker von Wallkampf“) geboren und kam mit seiner Familie 1906 nach Wien.
Er besuchte das Hietzinger Gymnasium, lernte dort Hans Flesch-Brunningen und Paul Zsolnay sowie Franz Wiesenthal kennen, den Bruder der Tänzerin Grete Wiesenthal und ihrer Schwestern Elsa und Berta, die 1908 eine unabhängige Tanzgruppe gegründet hatten, in der sie einen neuen, unklassischen Tanzstil entwickelten, und deren Aufstieg er bewunderte. Eine spätere Prosaskizze, „Die Schwestern Wiesenthal“ erzählt von der Pantomime „Der Geburtstag der Infantin“ (nach Oscar Wildes gleichnamigem Märchen, Musik von Franz Schreker), mit der die Schwestern im Wiener Apollo erstmals vor die Öffentlichkeit traten. Als Gymnasiast gab Kaltneker zusammen mit Flesch-Brunningen und Zsolnay die hektographierte literarische Zeitschrift „Das neue Land“ mit Gedichten und Feuilletons heraus, in der prunkvollen Villa von Fleschs Tante Adele von Skoda in der Grinzinger Himmelstraße führten sie die lyrischen Dramen Hugo von Hofmannsthals auf. Flesch beschrieb ihn:

„Er war ein großgewachsener Jüngling im Schiller’schen Sinn. Er hatte schöne schwarze, glänzende Haare, einen großen, sinnlichen Mund und in seinen Augen lag schon damals ein verdächtiger Glanz – verdächtig sage ich deshalb, weil er ja schon damals im Zeichen seiner sich bald bei ihm einstellenden Krankheit war.“

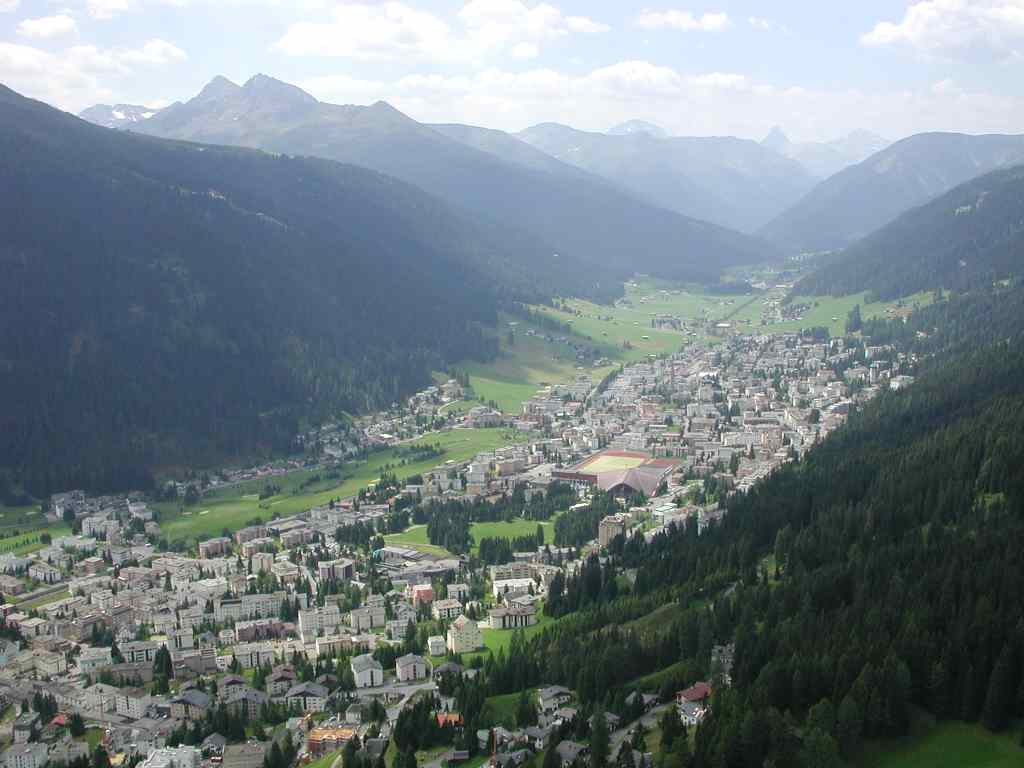
Der Luftkurort Davos

Wichtig für Kaltnekers dichterisches Schaffen wurde ab 1907 die Berührung mit dem Wiener Theaterleben, er verehrte Josef Kainz und schwärmte für die junge Else Wohlgemuth. Vor allem aber sind seine späteren Dichtungen geprägt von seinen Besuchen an der Wiener Hofoper, wo damals unter der Direktion von Gustav Mahler die Oper revolutioniert wurde sowie von der durch den Bühnenbildner Alfred Roller begründeten Abkehr vom konventionellen Bühnenbild als Vorläufer des expressionistischen Stils. Die Aufführungen von Richard Wagners Musikdramen mit dem Erlösungsgedanken beeindruckten ihn tief, besonders der „Parsifal“. Viele Anregungen erhielt Kaltneker auch durch den Katholizismus, im Besonderen durch die christlichen Gedanken in den Werken Leo Tolstois und Fjodor Dostojewskis sowie durch die Werke Sören Kierkegaards, Leonid Andrejews und die deutsche Mystik, insbesondere Meister Eckhart.
1910 oder 1911 schrieb Kaltneker als Gymnasiast das Drama „Herre Tristrant“ mit dem Thema von Tristan und Isolde. Seit 1911 mehrten sich bei Kaltneker Anzeichen einer Lungentuberkulose. Er musste den Schulbesuch unterbrechen, ging längere Zeit ins Sanatorium Grimmenstein und lebte ab 1912 infolge seiner Erkrankung im Schweizer Luftkurort Davos, wo er für die Matura lernen und dichten wollte. Dort lernte er 1915 den ebenfalls tuberkulösen Dichter Klabund kennen, von dem der Satz stammt: „Man müsste einmal eine Literaturgeschichte der Schwindsüchtigen schreiben, diese konstitutionelle Krankheit hat die Eigenschaft, die von ihr Befallenen seelisch zu ändern. Sie tragen das Kainsmal der nach innen gewandten Leidenschaft.“ Die Bekanntschaft mit Klabund brachte Kaltneker in Berührung „mit dem Geist seiner Generation“ und inspirierte ihn, seine erste Erzählung („Die Magd Maria“) zu schreiben. Die Bekanntschaft mit der Schriftstellerin und Übersetzerin Hermynia zur Mühlen veränderte Kaltnekers Lebenseinstellung grundlegend; mit ihr gemeinsam übersetzte er Gedichte Swinburnes aus dem Englischen und vertraute ihr alle literarischen Pläne an. Die Gedichte aus dieser Zeit und das Drama „Isofta“ sind verloren gegangen.
Nach Kuraufenthalten in Davos und Partenkirchen konnte Kaltneker im Oktober 1915 die Externistenmatura mit Auszeichnung ablegen. Danach meldete er sich freiwillig zum Kriegsdienst; seine Mutter konnte sein Einrücken aber im letzten Augenblick verhindern, der Vater war in russischer Gefangenschaft in Sibirien. Kaltneker studierte in Wien Rechtswissenschaften und legte zu Ostern 1917 mit Auszeichnung die Erste Juristische Staatsprüfung ab.

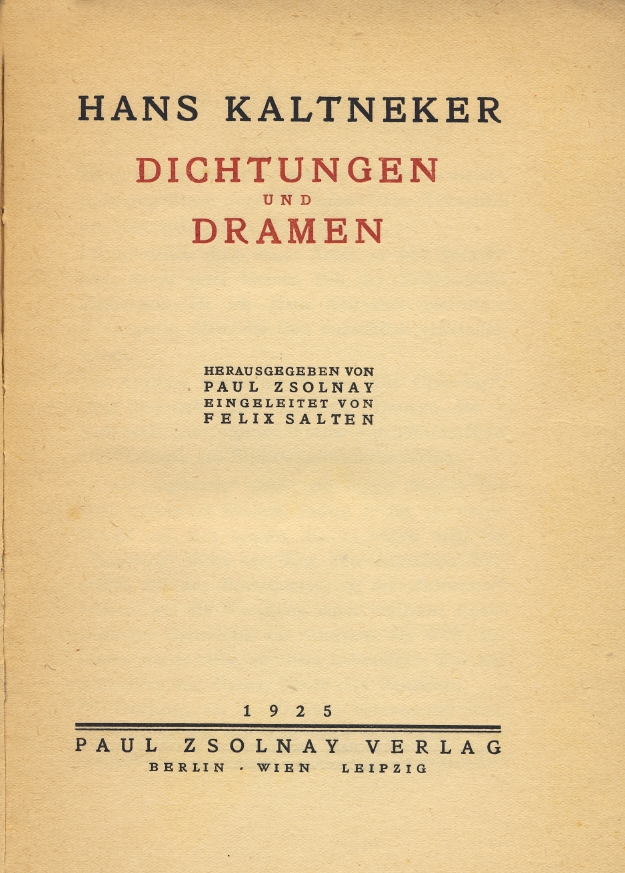
Dichtungen und Dramen. Paul Zsolnay Verlag, 1925

1916/17 entstanden zwei weitere Erzählungen, Gerichtet! Gerettet! und Die Liebe, mit der Thematik der Erlösung und des Opfergedankens. Kaltneker schrieb weitere Gedichte, von denen Erich Wolfgang Korngold „Drei Gesänge nach Gedichten von Hans Kaltneker, op. 18“ 1924 vertonte. Im Jahr 1917 wandte sich Kaltneker wieder der Dramatik zu und schrieb „Die Heilige“, ein anarchistisch-visionäres Mysterium für Musik, in dem er die Luzifer-Thematik gestaltete und das nach seinem Tod in freier Umarbeitung im Libretto von Hans Müller-Einigen zur Oper „Das Wunder der Heliane“ von Erich Wolfgang Korngold wurde (Uraufführung: 7. Oktober 1927 In Hamburg).
In Begeisterung und Verehrung für das Talent und die Schönheit des jungen Burgtheaterstars Else Wohlgemuth, die er bereits als 15-Jähriger in Arthur Schnitzlers „Der junge Medardus“ gesehen hatte und der er seit 1911 in Freundschaft verbunden war, schrieb Kaltneker Briefe und widmete ihr die Gedichtfolge „Tasso an die Prinzessin“, die er ihr zu Weihnachten 1916 überreichte. 1917 sah er sie begeistert in Schnitzlers „Der einsame Weg“ am Burgtheater. 1918 heiratete Else Wohlgemuth den Grafen Thun-Hohenstein. Den letzten Brief seines Lebens schickte Kaltneker einen Tag vor seinem Tod, schon auf dem Sterbebett, dennoch an sie.
1918 schrieb Kaltneker innerhalb seines letzten Lebensjahres seine drei expressionistischen Dramen Die Opferung, Das Bergwerk und Die Schwester als „Trilogie des Erlösungsgedankens“. Nach fast einjährigem Kuraufenthalt kehrte er nach Wien zurück, wo er im Dezember 1918 zunächst das vieraktige Drama Die Opferung binnen acht Tagen niederschrieb. Es folgte ein weiterer Kuraufenthalt auf dem Semmering im Winter 1918/19. Zu Weihnachten 1918 musste Kaltneker wieder für drei Monate nach Davos und schrieb dort das Revolutionsdrama Das Bergwerk, eine Tragödie in drei Akten, in seinen Gedichten wurde immer mehr Todesahnung spürbar, da die Ausheilung seiner Krankheit immer unwahrscheinlicher wurde.
Im Juni 1919 begab sich Kaltneker auf eigenen Wunsch mit seinen Eltern zur Sommerfrische ins niederösterreichische Gutenstein, das bedingt durch seine klimatische Lage auch ein Luftkurort war. Dort schrieb Kaltneker in nur zehn Tagen Die Schwester, ein Mysterienspiel in drei Abteilungen, in dem er das Thema der lesbischen Homosexualität behandelte, sowie zuletzt in einem Tag das Märchenspiel Schneewittchen, das er für das Töchterchen seiner mütterlichen Freundin Hedda Stern verfasste und das am 17. August 1918 in Gutenstein aufgeführt wurde.
Am 29. September 1919 starb Hans Kaltneker in Gutenstein, wo er auf demselben Friedhof begraben wurde, auf dem auch der Dichter Ferdinand Raimund liegt. Paul Frischauer und Joseph Roth nahmen am Begräbnis teil. Zu Lebzeiten wurde keines von Kaltnekers Werken veröffentlicht und keines seiner Dramen auf der Bühne aufgeführt.
Robert Musil schrieb „von einem jung verstorbenen Wiener Dichter, so jung, dass man wohl kaum noch sagen kann, ob er ein Dichter geworden wäre.“ und Felix Salten meinte: „Wie viel Triebkraft aber, wie viel Zauber und wie viel Weisheit in dieser Verkürzung des Lebens liegen kann, in diesem Gedankensplitter, diesem Epigramm eines Daseins, wie es dasjenige Hans Kaltnekers war, können wir nicht wissen.“

## Werk
Kaltnekers literarisches Werk ist nicht sehr umfangreich (vier Dramen, drei Erzählungen, 27 Gedichte), aber von großer Intensität, visionärer Kraft und erstaunlich früher Reife. Es beschreibt die Wandlung erotischer Sinnlichkeit zu tätiger Nächstenliebe, behandelt spekulative Ideen über Abfall und Wiederaufnahme Luzifers und fordert mit dem „Gefühl der Scham, Zeitgenosse zu sein“ die Welterlösung durch allumfassende Liebesfähigkeit.

### Dramen

#### Die Opferung
Zentrales Thema in Kaltnekers Werk sind Schuld und Sühne, Leid und Erlösung, wie in seinem Drama „Die Opferung“ (1918), in dem die Schuld- und Erlösungsvorstellungen durch die Selbstopferung der Hauptfigur dargestellt werden. Das Motto lautet: „Wir werden nicht geboren, um zu sterben. Wir sterben, um geboren zu werden.“ Alfred Polgar nannte Kaltnekers Stück in der „Weltbühne“ ein „ekstatisches Schauspiel“, „voll Zweifel, ungestümer Frage und milder Antwort, die zwar nicht erledigt, aber besänftigt“ und schrieb über Kaltneker: „Der reine, von dichterischer Inbrunst hochgerissene Jüngling, der dieses merkwürdige Erlöserstück (in dem ikarische Schwingen rauschen) geschrieben hat, denkt mit dem Gefühl… Man könnte sagen: Das Herz ist ihm zu Kopf gestiegen.“ Die Uraufführung fand am 22. März 1922 am Deutschen Volkstheater Wien, Regie: Hans Brahm, mit Ferdinand Onno als Prinz statt.
Der Protagonist des Stückes, ein Prinz, rebelliert vergeblich gegen die Hinrichtung eines Lustmörders und fasst daraufhin die Idee, die Gewalttätigkeit der Menschheit zu entsühnen, indem er seine Geliebte („Madonna“) tötet, um so – als ein moderner Christus – die Schuld auf sich zu nehmen, wobei Abraham und Isaak und Golgatha für die Tat Pate stehen. Ein „Chorus Damnatorum“ treibt ihn in die Tat:
CHORUS DAMNATORUM
Die wir im Dunklen wohnen, in den Häusern der Schuld,
unsre Weiber sind welk, unsre Männer sind müd,
unsre Kinder sind alt, Väter und Mütter faulen.
Unsre jungen Schwestern lernen huren,
unsre alten Schwestern müssen hungern,
unsre Brüder schießen nach der Scheibe in Kasernen.
Den Motiven des Prinzen schenkt jedoch niemand Glauben, er wird zum Tode verurteilt. Der Verteidiger macht ihm zynisch seine religiösen Opfergedanken zum Vorwurf:
DER VERTEIDIGER: Ich habe Ihnen gesagt, religiöser Wahnsinn zieht nicht mehr, seit gewöhnliche Raubmörder schon mit dem heiligen Antonius arbeiten. Hätten Sie mir gefolgt, hätten Sie sich als Erzsadist ausgegeben! Psychopathia sexualis mit schwerer hereditätrer Belastung. Aber Sie haben die ganze Sache aus der sexuellen Sphäre, für die sich alle interessiert hätten, in mystische transponiert, um die sich keine Katz kümmert!
In der Todeszelle tritt dem Prinzen kurz vor seiner Hinrichtung ein Dominikanermönch entgegen, der, als er die Kapuze fallen lässt, mit dem Haupt des Gekreuzigten gekennzeichnet ist, und der ihn mit seiner „salvatorischen Hoffart“ konfrontiert, ihn von seiner Hybris überzeugt und ihn den Sinn der Sühne in wahrer Demut erkennen lässt.
DER PRINZ: Ich habe die Welt erlösen wollen.
DER BRUDER: Wovon?
DER PRINZ: Vom Blute. Vom Leiden. Von der Schuld. Von der Erbsünde. Vom Fluche, der über der Liebe ist. Vom Schweiße, der am Werke klebt. Vom Kriege, den Brüder wider Brüder führen. Von der Revolution, die Brüder wider Brüder führt. Von allem Übel.
DER BRUDER: Wie wollten Sie das erreichen?
DER PRINZ: Durch Mord. Ich habe gemordet.
DER BRUDER: Wie kamen Sie dazu?
DER PRINZ: Ich wollte die Schuld auf mich nehmen. Ich wollte mich selbst ausschließen von der Gnade, auf daß sie allen zuteil werde. ER ist rein geblieben. ER hat nur das Kreuz auf sich genommen. Das ist zu wenig. ER hat seinen Körper dargebracht, ich mehr – ich habe auch meine Seele geopfert. Sein Leiden wuchs rein zu den Sternen auf, meines aber gebiert sich aus trächtiger Schuld. Niemand kann mehr verdammt werden nach mir. Denn ich habe die schwerste Sünde begangen. – Ich habe Gott geschaut und mich von ihm gewandt. Gott wollte den Kelch an mir vorbeigehen lassen, ich aber habe ihn an mich gerissen. Ich habe ihn geleert bis zum letzten bittersten Tropfen. Ich war vorhin schwach, mein Irdisches krümmte sich zur Erde. Nun aber weiß ich, daß ich den rechten Weg gegangen bin. Und wenn ich morgen unter dem Galgen stehen werde, wenn mein Leib sich erbrechen wird vor Angst und Ekel, wird meine Seele aufschreien vor Lust. Denn ich weiß, nach meinem Tode wird der Tod nicht mehr sein und nicht Leid und Geschrei. Millionen meiner Brüder und Schwestern werden kommen unter mein Holz und sich umarmen und Hosiannah singen. Kinder werden geboren werden ohne Schmerz und heranwachsen mit reinen Augen und glänzenden Scheiteln. Die Kranken werden genesen, die Verlorenen werden heimfinden, die Geknechteten werden frei sein, die Toten werden erstehen und die Pforten der Hölle auffliegen für ewig!! – Nun sprechen Sie mich schuldig, wie es Ihre Pflicht ist. Ich habe nichts zu bereuen.
DER BRUDER: Ich tue es. Schuldig im zweifachen Sinne: des Mordes vor den Menschen und der Hoffart vor Gott.
In Kaltnekers Drama klingt auch schon das Thema der Homosexualität an, das er später in seinem Hauptwerk „Die Schwester“ stücktragend behandelt: Als im zweiten Akt der zum Tode verurteilte Delinquent ergriffen und im „Hinrichtungsakt in seiner spukhaften, grinsenden Dusterkeit“ (Alfred Polgar) zur Hinrichtung geführt werden soll, überspringt der Prinz, der der Hinrichtung beiwohnt, die Barriere und wirft sich dazwischen:
DER DELINQUENT beginnt zu brüllen: Uuuuuuaaaah – – –!! Die Gehilfen werfen sich auf ihn. Einer preßt ihm die Hand auf den Mund. Der Delinquent entreißt sich ihnen trotz seiner auf den Rücken gebundenen Hände und schmeißt sich brüllend auf den Boden.
DER PRINZ durchbricht den Kordon, wirft die beiden Henkersknechte zurück und stürzt sich über den Delinquenten: Menschen!!! Menschen!!!
VERWORRENE STIMMEN: Aber nein! – Das ist doch unerhört! – Wegreißen!
DER PRINZ: Menschen! Menschen! Das kann nicht geschehn! Eine Mutter gebar ihn in blutigen Wehn, eine Mutter hat uns alle geboren, ist ihre Qual um diesen verloren? – Steh auf, steh auf du – und schrei’s ihnen zu, sie sind tausendmal mehr Mörder als du!
Er hat den Delinquenten hochgerissen, der ihn tierisch anglotzt und zu lallen beginnt: »Muu-a-tta – – – Muu-a-atta – –«
Der Mörder, im Bemühen, sich an ihn zu klammern, ist an seine Brust gesunken und hat den Mund an seinen gepreßt.
In einer „Verknüpfung von Homoerotik und Tod“ küsst der Delinquent den Prinzen, was bei den philiströsen Zuschauern der guten Gesellschaft „betroffene, empörte Ausrufe“ hervorruft:
STIMMEN: Aber das gibt’s nicht! Pfui Teufel! – Reißt sie auseinander! – Das ist ein Skandal!
Schutzleute und Henkersknechte dringen auf die beiden ein.
DER PRINZ wirft sie wie ein Wahnsinniger zurück: Nehmt mich!! Nehmt mich!!
Alfred Polgar schreibt: „Dem schmerz-schreienden Menschen wird mit einem Kuß der Liebe der Mund verschlossen. Der Schrei wird erstickt… daß auch der Schmerz es würde, ist schöne Lüge der Dichtung.“ Die Zeitschrift „Die Premiere“ bezeichnete den Kuss als die stärkste Szene des Werkes: „Es spricht für die dichterische Potenz des Werkes, daß eine Szene, die thematisch fast im parodisitischen Sinne bezeichnend für den Schulexpressionismus sein könnte: wie der Prinz den Mörder am Galgen brüderlich umarmt, durchaus einmalige Wucht hat.“

#### Das Bergwerk
Kaltnekers Revolutionsdrama „Das Bergwerk“ spielt in einem „Bergwerk in einem Staate. Im Dezember eines Jahres im 20. Jahrhundert.“ und behandelt die Vorbereitungen zu einem Generalstreik nach einem Grubenunglück. Die Uraufführung war am 6. Februar 1923 im Wiener Raimundtheater als tausendste Vorstellung der sozialdemokratischen Kunststelle.
Der Arbeiterführer Michael, der im ersten Akt in der Mine eingeschlossen ist, erlebt seine „Erweckung“ zum Evangelium der Liebe, während er – in Beziehung zu Kaltnekers eigenem Schicksal – dem Tod ins Auge sieht. Am Vorabend des geplanten Aufstandes wird ihm bewusst, dass Gewalt keine Liebe bringen kann, er predigt Nächstenliebe – während parallel sein Kind geboren wird – und verfällt dem Hass der Mitwelt. Michael wird erschossen, sein Widersacher Martin tritt am Stückschluss des „Verkündigungsdramas“ mit revolutionären Gedanken auf:
MARTIN (den Revolver hochhebend): Genossen! Unten im Bergwerk ist mein Vater verreckt. Ich habe von ihm essen wollen vor Hunger. Folgt mir!!
Ein einziger rasender Aufschrei aus allen Kehlen. Er stürzt ihnen voran. Hintergrund rechts. Die Masse drängt ihm nach, erst tumultuarisch ungeordnet, dann langsam von selbst sich formierend, endlich in Achterreihen und Gleichschritt. Aus dem tobenden Geheul ballt sich langsam die Marseillaise und schlägt flammend zum Himmel auf. Michael hat sich auf dem Karren noch einmal aufgerichtet und umfasst mit seinem Blick den ungeheuren Zug. Tief im Hintergrund marschiert in geschlossenen Reihen, taktmäßig donnernden Schrittes das Heer der Proletarier zum Sturm. Die »Marseillaise« und das »Lied der Arbeit« branden immer von neuem aus ihren Mündern empor. Rote Fahnen bauschen sich riesig über ihren Häuptern. Michael steht aufrecht. In seinem Antlitz ist ungeheures Licht, sein Mund schreit ein Wort, das im Dröhnen des Marsches untergeht. Sein ausgestreckter erhobener Arm beschreibt eine große Geste, deren Sinn ist: »Weiter. Darüber hinaus.« Dann bricht er zusammen. Entferntes Knattern von Maschinengewehren. Der Gesang bricht ab, der stampfende Rhythmus der Menge bleibt unverändert. Durch zerreißende Nebelfetzen bricht rote Wintersonne. Der endlose Zug marschiert schweigend weiter über die Szene.

#### Die Schwester
In Kaltnekers drittem Stück, dem Mysterium „Die Schwester“, das Kaltneker als sein Hauptwerk sah, liebt das lesbische Mädchen Ruth seine Schwester. Es wird dadurch zur „Familienschande“, wird verstoßen, gerät in lasterhafte Gesellschaft, steckt sich als Krankenschwester bei den Kranken an, wird abermals ausgestoßen und endet als syphilitische Dirne. Die Uraufführung fand nach Kaltnekers Tod am 12. Dezember 1923 an der Renaissancebühne in Wien mit Ida Roland in der Titelrolle statt.
In einem Vorwort wollte Kaltneker seine Absichten programmatisch erklären:

„Meine Theorie der Homosexualität als Gipfel und Zentrum des Egoismus, als Antipol daher dessen, der auf Golgatha lag, wird befremden, Ärgernis schaffen. Vorauszuschicken wäre: Ich weiß, daß die ’verkehrte Liebe’ edler sein kann, als die von Mann zu Weib oft ist. Daß die Betroffenen Höchststehende sein können, zu sein pflegen. Fast nur solche sind mir begegnet. Hier ein Anwurf wäre lächerlich. Meine Definition entsprang geistigerem Gesichtspunkte, sei er auch unwissenschaftlich.“

Die erste Station des Dramas demonstriert den Verführungsversuch Ruths an ihrer Stiefschwester Lo, die jedoch „rechtzeitig vor gänzlicher Zerrüttung von einem gestandenen Mann“ gerettet wird. Aus dem Hause gewiesen, gerät Ruth im zweiten Teil in die Fänge der morphiumsüchtigen, zynischen, abgebrühten Karin, die sie in eine Demonstration eines gleichgeschlechtlichen Sodom und Gomorrha eines homosexuell-lesbischen Berliner Walpurgisnachtslokals einführt:

„Männer und Weiber, doch stets nur das gleiche Geschlecht gepaart. Ein Teil der Männer in Weiberkleidern und umgekehrt; falsche Schnurrbärte, Gummibrüste, Perücken, Schminke, Kostüme, Masken, phantastische Uniformen. Die vollkommene Starrheit gibt dem ganzen den Ausdruck eines gespenstischen Wachsfigurenkabinettes.“

Orgiastische Gelüste drücken sich in einem sadomasochistischen Chor aus, der „blechern, gellend“ verkündet: „Mir die Lust, / dir die Pein!“ Kaltneker fordert dissonante Musik dazu: „Die fortwährenden ausdruckslosen Dissonanzen müssen betäubend, zersetzend wirken, etwa wie die Musik, die ein Irrer zu hören glaubt und nicht aus den Ohren bekommt“. In die Szene hat Kaltneker auch Anspielungen an die Harden-Eulenburg-Affäre eingebaut. Ruth endet in der dritten Abteilung nach einem Versuch, ein hilfreiches Leben als Krankenschwester zu führen, als von Geschlechtskrankheiten zerfressene Dirne in einem Gefängnis. Durch ihre Demut wird sie nach anfänglicher Ablehnung von ihren Mitinsassinnen als „Schwester“ begriffen, woraufhin die Stimme Gottes der Sterbenden bestätigt, „geliebt“ zu haben. Kaltneker schrieb eine Aufsehen erregende Tanzszene (mit Film) in das Stück und eine hymnische Nacktszene lesbischer Gefangener, die den Segen Gottes erhalten.
Kaltneker bevölkerte sein Stück mit einander begehrenden gleichgeschlechtlich veranlagten Menschen („Paare Brust an Brust geschmiegt, Knie an Knie gedrückt, Mund in Mund verklammert“), was eine literarische Novität auf der Bühne darstellte. Robert Musil schrieb in seiner Theaterkritik: „Dieser etwas gewaltsame Lebenslauf ist nicht so häufig im Leben als in der Literatur anzutreffen. (…) Diese Szenen sind schön, kühn und rein. Zum ersten Male ist hier auf der Bühne ein Zwiespalt dargestellt, der im Leben zu vielem Unglück führt, und die Handlung entspringt aus der Uranlage von Menschen, in deren anderer Welt sich die moralischen Forderungen der unseren als unduldsame Schulmeister zeigen.“ Dennoch nennt er Kaltnekers Stücke „fertiger und hurtiger im Äußern als im Innern“ und „zweifellos begabt und zweifellos ganz unfertig“. „Die schöne Literatur“ konstatierte „allerkühnste Stoffwahl“ auf „sexuellem Gebiet“ und urteilte: „Der Mut, das Problem der Homoerotik so anzufassen, wie Kaltnecker es getan hat, ist bewundernswert. Es bleibt nichts, das künstlerisch unrein wäre.“ Das Stück war daher in Österreich von der Zensur bedroht. Felix Salten schrieb: „Hier braust die Orgel aus Goethes 'Faust' in einer Wedekind-Tonart.“
Kaltneker gibt dezidierte Kennzeichnungen der Homosexualität, die nach seiner Auffassung Egoismus, Unfruchtbarkeit und Gottferne symbolisiert:

„Erstens: Das gleiche, eigene Geschlecht lieben – wieder eine Schranke mehr gegen die Menschheit gezogen, wieder der Kreis enger um sich selbst. Liegt nicht in ’Gleich’ und ’Eigen’ schon Begriff des zerstörten ’Ichs’? Zweitens: Die heroische Empfindung dem eigenen Geschlechte, das heißt dem verzärtelten, vergötterten ’Selbst’, entgegengebracht, bleibt unfruchtbar. Gott will Zeugung. Schöpfung sei! Seele fließt über im Blute, Unsterblichkeit im Samen! ’Kindlein, liebet einander’, ’Die Liebe suchet nicht das ihre’. Der Egoismus (im höchsten Sinne!) einer Umarmung, die in ihrer Wesenheit Triumph der Unfruchtbarkeit bedeutet, wird in diesem evangelischen Sinne erst ganz deutlich. Drittens: Das Leid der Geschlagenen ist ungeheuer, inkommensurabel dem unseren. […] Es gibt Leid, das erstarren macht, Leid, das in kein ’Du’ mehr auszuströmen vermag, den würgenden Ring des ’Ichs’ schließt. Von dieser Art pflegt dieses Leid zu sein, das erfuhr ich. Eros crucifixus. […] Zu größerer Gottverlassenheit schuf ich [Ruth] ’homosexuell’, nicht um ein ’Tendenzstück’ zu schreiben.“

In Hamburg kam Kaltnekers Stück an den Kammerspielen von Erich Ziegel mit Hans Otto als Hermann May heraus. In Berlin kam Kaltnekers Stück 1924 unter der Regie Berthold Viertels an der Goethe-Bühne heraus. Alfred Kerr schrieb: „Man kann zur Fortpflanzung auch andersgeschlechtig [sic] Liebende nicht zwingen. Bei den meisten Sinnlichkeitsakten ist kaum Fortpflanzung der Zweck. Warum soll man die Wahrheit nicht äußern?“ „Die Weltbühne“ warf dem Stück vor, an Frank Wedekind und Hermann Sudermann („Die Freundin“) angelehnt habe hier ein „tief erschreckter junger Mensch ein Golgatha der verirrten Liebe aufgerichtet.“ 1927 folgte eine Aufführung am „Theater in der Königgrätzer Straße“ in Berlin mit Maria Orska als Ruth. Am 14. Februar 1928 wurde das Stück auch an den Wiener Kammerspielen als Gastspiel von Maria Orska und in der Regie von Franz Wenzler (Bühnenbild: Alfred Kunz) aufgeführt, weiters wirkten mit: Friedl Haerlin, Edwin Jürgensen, Willy Hendrichs, Theodor Grieg und Peter Lorre (als Sexualforscher und als Straßengespenst).
Der Theaterkritiker Horst Schroeder schrieb am 30. Dezember 1924 in der Neuen Zürcher Zeitung zur Aufführung der „Schwester“ an der Goethe-Bühne:

„Es mag im Jahre 1921 gewesen sein, als mir der Name Hans Kaltneker zuerst genannt wurde. Eine aus der Schweiz heimkehrende Sängerin, damals mit einem Kunsthistoriker von Rang verehelicht, jetzt mit einem Pianisten von Ruf, erzählte mir, daß sie sich in Arosa mit dem jungen Hans Kaltneker sehr angefreundet, daß er oft mit ihr über seine drei Dramen gesprochen, und daß ihm das Schicksal verwehrt habe, sie auf irgendeiner Bühne zu sehen. Noch nicht vierundzwanzigjährig sei er der furchtbaren Krankheit erlegen. Was er an poetischen Werken hinterlassen habe, sei in der Fieberglut seiner letzten Zeit, gewissermaßen im Rausch herausgeschleudert worden. […] Die drei Dramen hätten einer ganzen Reihe von Verlegern, Dramaturgen, Direktoren in Berlin und Wien vorgelegen, aber alle hätten die gleiche ablehnende Antwort erteilt. […] Die Dame schloß ihre vom tiefsten menschlichen Anteil erfüllten Erzählungen mit der Bitte, ich möge eins von Kaltnekers Dramen – es war die Opferung – lesen und ihr meine Ansicht sagen. – Ich las und staunte – ebensosehr über die unleugbare Begabung des jungen dramatischen Dichters wie über die unleugbare (gebrauchen wir den mildesten Ausdruck!) Kurzsichtigkeit der zuständigen Personen. […] – Nach dieser ersten Bekanntschaft mit Hans Kaltneker trug ich nur zu begreifliches Verlangen, mehr von ihm kennen zu lernen, und bald wurden mir auch seine andern Stücke zur Lektüre anvertraut. Ich will nicht sagen, daß ich die Überzeugung gewann, einer umwerfenden Originalität gegenüberzustehen, aber der günstige Eindruck, den schon das erste Drama geweckt hatte, wurde durch die folgenden beiden bestätigt. Und die Jugend des Verfassers kam als gewichtige Fürsprecherin hinzu. Als ich vollends erfuhr, daß auch ein berühmter Schauspieler, die für ihn wie geschaffene Rolle verkennend, den Ringenden mit dem ganzen Hochmut des Arrivierten hatte abblitzen lassen, ward in mir der Wunsch rege, das von andern begangene Unrecht wiedergutzumachen und dem Toten zu jener Anerkennung zu verhelfen, die dem Lebenden gebührt hätte. – Der Zufall fügte es, daß ich kurz darauf mit einem bekannten Berliner Theaterdirektor zusammen war. Ich brachte das Gespräch auf Kaltneker. Ja, der Name sei ihm nicht fremd. Ob er die eingereichten Stücke selbst gelesen habe? Das nicht, aber sein Dramaturg habe ihm Bericht erstattet. Ich bat ihn dringend, sich diesmal nicht auf das Urteil eines andern zu verlassen, und er gelobte feierlich, sich ein eigenes Urteil zu bilden. Wenige Tage später wurde ich zu einer Besprechung ins Theater gebeten, und der Dramaturg teilte mir mit, man habe sich zur Annahme der Schwester entschlossen […]. – So waren, schnell genug, ein erster Bühnenleiter und eine erste Schauspielerin gefunden, aber sie konnten zusammen nicht kommen, da sie voneinander nichts wissen wollten. Immerhin, die Nachfrage war angeregt, und der Verlag an der Donau mag baß erstaunt gewesen sein, als Berlin plötzlich ein solches Interesse für Kaltneker kundgab. Aber es dauerte noch beträchtliche Zeit, bis eins der hinterlassenen Dramen – zuerst das Bergwerk – den Weg auf eine Wiener Bühne fand. Wie immer zog der Erfolg eine Meute von Liebhabern nach sich. Als das Mysterium Die Schwester in Wien die Menschen in hellen Scharen anlockte, entbrannte darum auch in Berlin ein edler Wettstreit. Direktor Dieterle wollte es aufführen, Prof. Robert hatte einen Eventualvertrag abgeschlossen, falls Dieterle seine Verpflichtungen bis zu einem gewissen Termin nicht erfüllte. Beiden ist jetzt, sich kühn über Konzessionen und Abmachungen hingwegsetzend, die Schauspielerin Ida Roland zuvorgekommen. Die Goethe-Bühne hatte ihren ersten künstlerischen Erfolg.“

### Erzählungen
Die drei Erzählungen Kaltnekers enthalten stark religiöse Symbolik und handeln von der herzlosen, materialistischen bürgerlichen Gesellschaft, die der Erlösung durch das Herzblut eines Helden, der Opferung eines neuen „Messias“ bedarf.
In Kaltnekers erster Erzählung Die Magd Maria eröffnet eine apokalyptische Perspektive auf die soziale Realität. In Wien ist eine Dürre not ausgebrochen, die Krankheit und Tod bringt. Ein Mönch fordert die Bürger auf, die Bordelle zu verbrennen um das göttliche Strafgericht abzuwehren. Er treibt die Hure Maria dazu, gleichsam stellvertretend das Bordell anzuzünden, in dem sie arbeitet, und der ersehnte Regen beendet die fürchterliche Dürre.

„Über der Stadt Wien blendeten Trompeten und schrien Posaunen den Zorn Gottes aus. Schwer lag die Hand des Herrn über der geilen Stadt Wien. Aber die, denen sie galt, saßen auf Lloyddampfern im kühlen Norden oder in den gut ventilierten Alpenhotels oder im Wellenschlag mondäner Seebäder – und die Hand des Herrn zerquetschte nur die Kleinen, die Niedrigen und Beladenen, die Tiere der Arbeit, – die Sommerfrischelosen!“

In der Erzählung Liebe überredet ein satanischer Versucher mit den Worten Meister Eckarts einen Mann dazu, zur Vollendung seiner Liebe seine Geliebte ins Bordell zu verkaufen. Kaltneker schildert darin Leben und Treiben Wiens zu dieser Zeit:

„Premieren, Redouten, Soupers, musikalische Soireén mit Bridge. Das Tempo ist entsetzlich schnell, der Rhythmus häßlich und stampfend wie der einer Lokomotive, die abwechslungshalber von Zeit zu Zeit schrille Pfiffe ausstößt. Zwischen den Rädern ballen sich Leichgenklumpen. Jüdinnen reiten durch den Prater, Kommerzialräte verbrüdern sich mit Aristokraten, die Rammelei ist groß, und man wahrt Formen, die keine mehr sind.“

In Gerichtet! Gerettet! wird der Lehrer Matthias Wottawa von einem Engel angehaucht und beginnt bei lebendigem Leib zu verwesen. Er beginnt unmäßig zu stinken und wird zum Ausgestoßenen der Gesellschaft, der Familie, des Berufs. Hier verwendete Kaltneker Zitate aus der k.k. Amtssprache, deren Stil an Franz Kafka erinnern. Wottawa geht zu einer Dirne, Leni, die ihm als Erlöserfigur Maria Magdalena entgegentritt. Er wird bei lebendigem Leib vom Amtsarzt für tot erklärt, sein Zimmer unter Quarantäne gestellt. Im Traum erblickt er die Ölbergszene, die mit dem Selbstmord des Judas schließt, der die himmlische Liebe verraten hat. Wottawa reicht sein Fleisch und Blut den hungernden Kindern. Der vertraute Schulhof verwandelt sich in seinen Todesangst-Phantasien in einen Gefängnishof mit Richtstätte:

„Viele kleine Kinderleichen lagen und saßen herum. Einzeln und in scheuen Gruppen. Ein paar tote Kinder spielten auf den Steinen und eines lehnte traurig an einer Kletterstange und sah den anderen zu. Ein kleiner Toter sang und ein anderer weinte, weil er das Einmaleins nicht erlernen konnte. Alle waren dürftig und alt.“

### Lyrik
Kaltnekers Lyrik wird als „ästhetisches Sprachempfinden mit dem persönlich starken Ausdruck der Verzweiflung, des Leidens und des Glaubens“ beschrieben, in der „die Morbidität des Wiener Fin de siècle der ethischen Ekstase weicht wie die Melancholie dem Pathos jugendlicher Begeisterung“. Im 5. Sonett aus dem Zyklus „Tasso an die Prinzessin“ schilderte er seine Krankheit:
Ich kenne langer Fieber schwarze Glut
Der Krankheit Brot fraß ich in vielen Jahren
zum Lager riß der Tod mich an den Haaren
und ich erbrach in Qual mein letztes Blut.
Kaltneker hing einer besonders ausgeprägte Hochschätzung der Frau an, die er als reines Werkzeug der göttlichen Liebe sah und die so der Erlösung näher steht als der Mann, wie in dem Gedicht „Du reine Frau aus Licht und Elfenbein“:
Dich, süße Heil’ge, kann kein Wunsch entweihn,
doch mich, dein Kind, aus wehem Feuer rette!
Ich höre nachts die wilden Reiter jagen,
heiß keucht ihr Atem mir ins Angesicht –
nein, hilf mir nicht! Laß mich auch dies ertragen
um dich, die mich erhebt, wenn sie mich bricht.
Hellmuth Himmel apostrophierte Kaltneker als „christlichen Kafka“, die „Deutsch-Österreichische Literaturgeschichte“ nannte ihn 1937 den „Ekstatiker unter den österreichischen Expressionisten“. Dies manifestiert sich etwa in dem Sonett „Der Mord“:
Ein Bahndamm. Telegraphendrähte schwirren.
Lokomotivenpfiff. Gewölk. Grau. Drohend.
Fabriken. Rauchend. Hammerlaut. Zornlohend.
Rostrote Schwaden, die um Schlote irren.
Breit wuchtet vor dem Horizont die Stadt.
Qualgelbe Quadern. Mauern. Türme. Gassen
mit geilen Hunden, Menschen, die sie hassen
und nehmen und verprassen. Einer hat
ein Messer in der Hosentasche. Lauert
am Damm im Dunklen. Sprungbereit. Das Knie
am Boden festgestemmt. Heiß von der Not
des Blutes. Wartet. Fern die Melodie
des Hammers, der auf Eisen niederschauert.
Schritte – – Ein Sprung. Ein Stoß! – Ein Schrei!! – Ein Tod.

### Nachlass
Rechtsnachfolgerin und Alleinerbin nach Hans Kaltneker war seine Mutter, die Feldmarschalleutnantswitwe Leonie Kaltneker (geb. Max, 1866–1937), die die Rechte seiner Werke vom Donau-Verlag an den von Kaltnekers Schulfreund Paul Zsolnay neugegründeten Paul Zsolnay Verlag verkaufte, in dem als zweites Werk Kaltneker „Die Schwester“ erschien und dann 1925 ein Sammelband mit Kaltnekers drei expressionistischen Dramen und den Gedichten erschien, „Dichtungen und Dramen“, zu dem Felix Salten das Vorwort schrieb. Gottfried Benn nahm vier Gedichte Kaltnekers für seine Anthologie „Lyrik des expressionistischen Jahrzehnts“ auf: „Grabschrift“, „Der Mord“ sowie zwei Sonette aus dem „Tasso“-Zyklus.
Der im Zsolnay-Verlag bis 1951 aufbewahrte Nachlass Kaltnekers mit „Frohe Ostern! Eine Passion“ und verschiedenen Gedichten („Les Noyades“, „Dolores“ nach Swinburne) und hektographierten Beiträgen aus „Das neue Land“ gilt als verschollen.

## Werkverzeichnis

### Dramen
- Herre Tristrant, 1910 (verschollen)
- Die Heilige. Ein Mysterium für Musik, 1917.
- Die Opferung. Eine Tragödie, 1918 (UA Deutsches Volkstheater Wien am 22. März 1922)
- Das Bergwerk. Ein Drama, 1918 (UA Raimundtheater Wien am 6. Februar 1923)
- Die Schwester. Ein Mysterium, 1918 (UA Renaissancebühne Wien am 12. Dezember 1923)
- Schneewittchen (Kinderstück), 1918 (UA Gutenstein am 19. August 1918)

### Novellen
- Die Liebe. Neuausgabe Hofenberg, Berlin 2021, ISBN 978-3-8478-5386-2.
- Die Magd Maria
- Gerichtet! Gerettet!

### Lyrik
- Genesung
- Quasi una phantasia
- Esther
- Judiths Gang gen Bethulia
- Das Gebet des Pharisäers
- Das Gebet des Zöllners
- Tischgebet zum ersten Mai
- Einer Freundin
- Mein Gott!
- Lied, im Sommer zu singen
- Erinnerung
- O liebe, liebe Hand…
- Vor dem Einschlafen
- Worte zum Abschied
- Der Mord
- Grabschrift
- Versuchung
- Sonett für Wien
- Tasso an die Prinzessin. Neun Sonette

## Veröffentlichungen
- Die Liebe. Novelle. Donau Verlag, Leipzig/Wien 1921.
- Das Bergwerk. Drama in drei Akten. Donau Verlag, 1921.
- Die Schwester. Ein Mysterium in drei Abteilungen (zehn Szenen). Paul Zsolnay Verlag, Wien 1924.
- Dichtungen und Dramen. herausgegeben von Paul Zsolnay, mit einem Vorwort von Felix Salten. Paul Zsolnay Verlag, Berlin / Wien / Leipzig 1925 (Digitalisat).
- Die Heilige (Schlussszene des ersten Aktes). In: Jahrbuch 1927. Paul Zsolnay Verlag, Berlin / Wien / Leipzig 1927.
- Die drei Erzählungen. Paul Zsolnay Verlag, Berlin / Wien / Leipzig 1929.
- Gerichtet! Gerettet! Auswahl, eingeleitet und ausgewählt von Hellmuth Himmel. (= Stiasny-Bücherei. Nr. 47). Stiasny Verlag, Graz/Wien 1959.